# Malung
Malung est une localité de la commune de Malung-Sälen, dans le comté de Dalécarlie, en Suède. La localité est en particulier connue pour être le siège de l'entreprise Jofa, un équipementier sportif suédois spécialisé dans les disciplines du hockey sur glace de l'équitation et du ski.